# 武夷顶叉钩丝壳
武夷顶叉钩丝壳（学名：Furcouncinula wuyiensis）是属于白粉菌目白粉菌科顶叉钩丝壳属的一种真菌，寄生在短尾鹅耳枥上。该种分布于中国。